# Paranurophorus simplex
Genre
Espèce
Synonymes
- Paranurophorus armatus Stach, 1947

Paranurophorus simplex, unique représentant du genre Paranurophorus, est une espèce de collemboles de la famille des Isotomidae.

## Publication originale
- Denis, 1929 : Notes sur les Collemboles récoltés dans ses voyages par le Prof. F. Silvestri. Bollettino del Laboratorio Di Zoologia Generale E Agraria Della R. Scuola Superiore d'Agricoltura in Portici, vol. 22, p. 160-180.